# Pediobius erionotae
Pediobius erionotae  (лат.) — вид паразитических наездников рода Pediobius из семейства Eulophidae (Chalcidoidea) отряда перепончатокрылые насекомые. Юго-Восточная Азия, Индонезия (Ява), Малайзия (Борнео). Голова широкая (более чем в 2,5 раза шире своей длины). Цвет головы от голубовато-зелёного до черновато-синего; брюшко бронзового цвета. Переднеспинка с шейкой, отграниченной килем (поперечным гребнем). Щит среднеспинки с развитыми изогнутыми парапсидальными бороздками. Ассоциированы с бабочками Erionota thrax (Hesperiidae, паразиты гусениц) и перепончатокрылыми насекомыми Apanteles erionotae (Braconidae).